# América Brasil ao Vivo
América Brasil Ao Vivo é o quinto álbum do cantor e compositor brasileiro Seu Jorge, lançado em CD e DVD em 2009.
Gravado no dia 31 de Janeiro de 2009 no Citibank Hall, no Rio de Janeiro, o show traz os maiores sucessos do cantor, como Carolina, São Gonça, Trabalhador, Tive Razão, Soy América e Índio (esta última exclusiva do DVD), além da inédita Pessoal Particular (cuja execução no show foi lançada apenas no DVD, sendo a versão do CD gravada em estúdio).
O palco apresenta uma cenografia excêntrica, uma vez que Seu Jorge e sua banda tocam em meio a uma floresta que foi construída no palco. Os pedestais de microfone têm trepadeiras, seu Jorge de terno enquanto os músicos se vestem de formas diferentes. Há um índio, um carteiro, um chef de cozinha, um padre etc. A iluminação apresenta-se incrível, mesmo com a dificuldade das árvores por todo o palco.
Participam como convidados especiais do DVD o percussionista e cantor Peu Meurray, em Pessoal Particular (da qual é compositor, junto com Seu Jorge e o percussionista Leonardo Reis); e do cantor irlandês Damien Rice, que participa em "The Blower's Daughter", canção gravada para o filme Closer (filme), de 2004; que ganhou uma versão em português intitulada "É Isso Aí", gravada por Jorge com a cantora Ana Carolina no álbum Ana & Jorge, em 2005. O CD inclui apenas a versão em português, enquanto o DVD inclui ambas as versões.

## Faixas

### CD
1. Trabalhador
2. América do Norte
3. Burguesinha
4. Carolina
5. É Isso Aí (Blower's Daughter)
6. Tive Razão
7. Mina do Condomínio
8. Mangueira
9. Seu Olhar
10. Cuidar de Mim
11. Soy América
12. Tudo Que Você Queria Ser
13. São Gonça (Seu Jorge)
14. Pessoal Particular (versão de estúdio)

### DVD
1. Trabalhador (Seu Jorge)
2. Índio (Seu Jorge / Gabriel Moura / Sérgio Granha)
3. América do Norte (Seu Jorge / Gabriel Moura / Pretinho da Serrinha)
4. Burguesinha (Seu Jorge / Gabriel Moura / Pretinho da Serrinha)
5. Hagua (Seu Jorge / Gabriel Moura / Jovi Joviniano)
6. Cuidar de Mim (Seu Jorge / Gabriel Moura / Rogê)
7. Mariana (Seu Jorge)
8. Pessoal Particular (participação especial do percussionista Peu Meurray) (Seu Jorge / Peu Meurray / Leonardo Reis)
9. The Blower's Daughter (participação especial de Damien Rice) (Damien Rice) / É Isso Aí (Damien Rice / Versão: Seu Jorge e Ana Carolina)
10. Trio Preto (Nenê Brown / Miudinho / Pretinho da Serrinha)
11. Tudo Que Você Podia Ser (Márcio Borges / Lô Borges)
12. Mina do Condomínio (Seu Jorge / Gabriel Moura / Pierre Aderne / Pretinho da Serrinha)
13. Tive Razão (Seu Jorge)
14. Mangueira (Seu Jorge)
15. Carolina (Seu Jorge)
16. São Gonça (Seu Jorge)

## Músicos participantes
- Seu Jorge: voz, guitarra e violão
- Sidão Santos: baixo
- Adriano Trindade: bateria
- Claudinho Andrade e Rodrigo Tavares: teclados
- Jr. Gaiatto: harmônica e violino
- Pretinho da Serrinha: cavaquinho e percussão
- Nenê Brown, Fábio Miudinho e Quininho: percussão
- Márcio Negri: sax-tenor
- Paulo Viveiro: trompete
- Edy Trombone e Tiquinho: trombones